# 문화
문화(文化)는 일반적으로 한 사회의 주요한 행동 양식이나 상징 체계를 말한다. 문화란 세계관, 사회사상, 가치관, 행동양식 등의 차이에 따른 다양한 관점의 이론적 기반에 근거하여 여러 가지 정의가 존재한다. 인간이 주어진 자연환경을 변화시키고 본능을 적절히 조절하여 만들어낸 생활양식과 그에 따른 산물들을 모두 문화라고 일컫는다. 문화 앞에 제한적인 용어를 사용하여 기독교 문화, 한국문화, 미국문화와 같은 복합명사로 사용되기도 한다.

## 문화의 정의
문화에 대한 정의는 매우 어렵고도 다양하다. 문화는 음악, 미술, 문학, 연극, 영화와 같은 예술 분야에서 두드러지게 나타난다. 사람들은 상품으로서 대중문화, 유행가와 같은 것들을 소비함으로써 문화를 접하기도 한다. 인류학은 사회 전반의 기술, 예술, 관습, 양식 등 보다 광범위한 것들을 가리키는 용어로서 문화를 정의한다. 그러나 현대 사회에서 소비재로서의 문화 상품은 문화의 다른 분야에 막대한 영향을 미치고 있다.
인류학자들은 정형화할 수 있고 기호로서 의사소통할 수 있는 모든 인간의 능력을 문화로서 정의한다. 한편, 동물학에서는 문화를 동물 생태계에서 위치하고 있는 인류의 행동 양식으로 이해하기도 하며, 고고학은 역사적 유적에 집중한다. 또한 사회인류학은 사회 제도와 인간의 상호관계로서, 문화인류학에서는 규범과 가치로서 문화를 다룬다. 종교적인 관점에서 보면 폴 틸리히가 본것처럼 종교는 문화의 뿌리이다. 사상적인 관점에서 보면 세계관에 의해 문화의 모습이 만들어진다.
문화는 사상, 의상, 언어, 종교, 의례, 법이나 도덕 등의 규범, 가치관과 같은 것들을 포괄하는 “사회 전반의 생활 양식”이라 할 수 있다.
가치관, 행동 양식 등의 차이에 따라 다양한 관점을 가진 이론 기반에 따라 여러 가지 정의가 존재한다. 에드워드 버네트 타일러는 1871년 그의 사회인류학 저서에서 “문화 또는 문명이란 제 민족의 양식을 고려할 때 한 사회의 구성원이 갖는 법, 도덕, 신념, 예술, 기타 여러 행동 양식을 총괄하는 것이다.”라고 정의한 바 있다.
글로벌 세계 대백과사전에서는 주로 자연과 대립해서 쓰인다고 하였다. 인간을 제외한 자연은 객관적·필연적으로 생기나, 이러한 자연을 소재로 하여 목적 의식을 지닌 인간의 활동으로 실현되는 과정을 ‘문화’라 한다. 이러한 과정의 소산(所産)을 특히 ‘문화재’(文化財)라 부른다. 즉 종교·예술·과학·문학 등의 구체적 형상을 ‘문화재’라고 한다. 또한 ‘문화’와 ‘문명’을 대비시켜 쓰는 경우도 있다. 문화는 비교적 내부적인 것, 문명은 비교적 외부적인 것을 가리키나, 그 구별은 엄밀하지 않다.
유네스코는 2002년 “문화는 한 사회 또는 사회적 집단에서 나타나는 예술, 문학, 생활양식, 더부살이, 가치관, 전통, 신념 등의 독특한 정신적, 물질적, 지적 특징”으로 정의하였다.
| 문화의 속성 | 의미                                                                 |
| ----------- | -------------------------------------------------------------------- |
| 공유성      | 문화는 한 사회의 구성원들에게서 공통으로 나타난다.                   |
| 학습성      | 문화는 타고나는 것이 아니라 후천적으로 습득된다.                     |
| 축적성      | 문화는 다음 세대로 전해지면서 기존 문화에 새로운 문화 내용이 쌓인다. |
| 변동성      | 문화는 고정된 것이 아니라 시간의 흐름에 따라 달라진다.               |
| 총체성      | 문화는 각 요소들이 상호 유기적 관련을 맺고 통합성을 가진다.          |

서양에서는 18세기에서 19세기에 이르러 형성된 유럽의 문화를 일반적인 문화로 인식하는 경우가 있다. 이는 문화를 문명과 동일시 하는 동시에 서구의 문명을 문화의 전범으로 파악하는 서구우월주의에 의한 것으로 지적되고 있다. 이러한 반성에서 모든 인류의 문화를 내재적 시각으로 연구하려는 문화상대주의가 시작되었다.
문화는 여러 기준에 의해서 분류되기도 한다.
- 종교적 구분: 한 사회의 대다수가 믿는 종교에 따라 문화를 구분하는 방법으로 이슬람 문화, 기독교 문화, 불교 문화, 힌두교 문화 등으로 분류한다.
- 언어적 구분: 사용되는 언어에 따라 문화를 구분하는 방법으로 영어 문화권, 프랑스어 문화권, 스페인어 문화권, 포르투칼어 문화권, 아랍어 문화권 등으로 분류한다.
- 지역적 구분: 역사적 정치적 의미에 의해 동아시아 문화, 중동 문화, 유럽 문화와 같이 지역을 기준으로 분류한다.
- 기타 젓가락 문화권, 유목 문화권과 같이 생활양식을 기준으로 구분하기도 한다.

## 문화 이해의 흐름
문화란 무엇인지 그 정의를 질문한다면, 답변하기가 가장 어려운 것들 중에 하나일 것이다. 아직까지 어떤 문화학자도 만족할 만한 충분한 정의를 서술하지 못하였다. 이런 어려운 규정에 대한 난제가 있음에도 불구하고 문화에 대한 고전적 정의로부터 그 보편성을 가지는 함의적인 의미를 찾아야 할 것이다.
영국의 인류학자 에드워드 버넷 타일러(Edward B. Tylor)는 문화에 대한 최초의 고전적 학술적 정의를 시도한 사람이다. 그에 따르면 문화란(혹은 문명) 보다 넓은 민족지학적인 의미에서  “지식, 신앙, 예술, 도덕, 법, 관습 그리고 사회 구성원으로서 인간에 의해 얻어지는 또 다른 능력과 습관들을 포함하는 복잡한 통합”이라고 한다.  그는 이 용어를 인위적으로 가공된 세계의 모든 총체적 집합으로 사용한다고 볼 수 있다.
미국의 문화학자 리차드 니버는 문화란 “인간활동의 총체적 과정과 그 활동으로 인한 총체적 결과”라고 정의한다. 또 "문화라는 것은 인간이 자연적인 것 위에 첨가한 인공적이며 2차적 환경인데, 이것은 언어, 관습, 사상, 믿음, 습관, 사회조직, 전수된 가공품, 기술적 제조법 그리고 가치 등으로 구성된 것" 이라고 정의한다. 이어서 니버는 문화란 사회적이며, 인간적 성취이며, 가치(values)를 가지는데 그 가치의 현세적이며 물질적 실현을 이루며 그 가치의 보존성이 있으며, 그리고 다원주의적이라고 한다.
현대 문화철학자 반 퍼거슨(C.A. van Peursen, 1920-1996)은 문화의 개념을 광의의 개념과 협의의 개념으로 이해한다. 최용준에 따르면 협의적으로는 문화를 인간의 정신적 산물로만 파악하는데, 가령 예술, 철학, 과학, 윤리, 정치 및 종교와 같은 영적이고 정신적인 것에 한정시킨다. 넓은 의미로 문화란 자연을 변화(transforming nature)시키는 것으로, 인간은 동물과는 달리, 자연을 객관화하고 연구대상으로 삼아 이를 변화, 발전시킨다는 것이다. 그의 문화관은 자연을 인위적으로 개발 발전하는 과정의 모든 인간적인 산물로 본다.
미국의 인류학자 클리포드 기어츠(Clifford Geertz)가 저술하여 1973년 발표한 책 『문화의 해석』(The Interpretation of Cultures)에서 문화란 "삶에 대한 인간들의 지식과 태도를 소통하고 지속시키고 발전시키는 상징적 형식으로 표현되어 전달된 개념의 체계"라고 기술했다. 클리포드 기어츠는 바로 인류학자의 역할은 각 문화를 이끄는 상징을 해석하려고 시도하는 것이라고 믿었다. 기어츠의 문화 해석은 이미 공동체에 의해 해석화된 상징들에 대한 재해석을 시도한다는 점에서 역사적 맥락에서 보다는 독자들에게 내면적이며 심리적인 상상력에 빠질 위험성이 도사리고 있다.
김영한은 인간은 자연에 대한 본능적인 필연성과 원초성을 넘어서 자연적인 것을 가공하고 개선하여 인간의 삶을 형성하는데 문화란 “사상, 기계기술, 정치, 경제, 사회, 예술, 문학, 체육등 인간 삶의 모든 영역의 차원에서 인간이 보다 나은 가치를 실현하기 위해서 힘쓰는 정신적이고 신체적인 방식에 있어서 삶의 형성”이라고 한다.
여러 학자들의 정의를 통하여 문화에 대한 일반적인 이해는 문화란 일차적인 자연을 인간에 의해서 2 차적으로 변화시켜 인간의 삶의 방식으로 만들어가는 것과 그 결과들이라고 말할 수 있다. 문화에 대한 이런 공감대는 문화 텍스트를 이해하고 해석하는데 문화이해에 대한 공유와 평가를 합리적으로 만들어 준다.

## 문화와 사회
문화를 바라보는 태도는 다음 4가지로 정해진다.
- 자문화중심주의: 자신의 국가의 문화가 최고라고 생각하는 태도이다.
- 문화 사대주의(열등주의): 자신의 국가의 문화가 상대 국가의 문화에 비해 뒤쳐져있다고 생각하는 태도이다. 조선시대에 국력의 약화로 이런 모습이  일부 영역에 있었다.
- 문화 상대주의: 문화 간의 우열을 인정하지 않는 태도이다. 한 문화가 형성되는 데에는 복잡한 요소가 작용하기 때문에 외부인이 자신의 기준으로 그 문화를 평가하는 것은 옳지 않다는 태도이다. 인류학의 탄생에 중요한 역할을 한 독일학자, 프란츠 보아스에 의해서 처음 주장된 이후로 인류학자들에게는 타자의 문화를 이해하는 기본 태도로 받아들여지고 있다.
- 문화 제국주의: 폭력적이고 정치적이었던 식민주의, 제국주의 시기가 끝난 이후, 강대국의 문화와 삶의 형식이 경제의 형태로 유입되는 현상을 말한다.

대부분의 사회는 그 사회 안에 다양한 하위 문화가 존재한다. 사회 구성원의 행동 양식이나 가치관, 또는 신념에 따라 서로 다른 문화적 정체성을 지니는 집단이 하위 문화를 이루게 된다. 잘 알려진 하위 문화 연구로는 다음과 같은 것들이 소개되었다.
- 단일문화주의: 국가주의와 근접한 단일문화주의는 유럽 일부 국가에서 이민자 동화정책의 일환으로 추진되고 있다. 한편 유럽의 많은 국가들은 이민자에 대해 문화다원주의 정책을 취한다.
- 주도문화: 바쌈 티비[7]에 의해 제안된 주도문화의 개념은 사회 구성원의 소수자적 위치의 사람들이 고유의 정체성을 갖는다 하더라도 전체 사회의 기반을 이루는 주도 문화를 전제로 한다는 것이다.
- 용광로 이론: 미국 문화의 특징을 설명하는 전통적인 관점의 하나인 용광로 이론(melting pot)은 이민자 사회 전체가 국가의 개입 없이 상호 혼합된 문화를 형성한다는 것이다. 하지만 최근에는 다양한 민족들의 문화를 인정하는 뜻에서 각각의 재료가 고유한 맛을 내는 샐러드와 같다고 하여 샐러드 접시(Salad bowl)라는 표현을 쓰기도 한다.

문화는 종교와 긴밀한 관계속에서 그 뿌리가 바로 종교이다. 기독교 문화는 기독교적인 관점에서 문화를 정의하는데 일반적으로 그리스도인들이 창조세계에서 삶의 총제적인 문화적 활동을 말한다.

## 영미 교양 관념
컬처(culture)는 교양의 영어식 표현으로 한 사회가 공유하고 있는 근본적인 생활양식, 사고방식을 의미한다. 그리스어 파이데이아, 독일어 빌둥과 유사하면서도 다른 뉘앙스를 담고있다.
영어에서 ‘culture’는 레이먼드 윌리엄스(Raymond Williams)의 지적처럼, 그 의미가 “가장 복잡한 두 세 개의 단어 중의 하나”이다.
1. 19세기에 이 단어의 의미는 대략 첫째, “지적, 정신적, 심미적 발달 과정” 즉, 교양(Bildung)을 가리키는 경우
2. 둘째, 독일의 헤르더(Herder)와 클렘(Klemm)의 문화론의 영향을 받아 “민족, 시대, 집단, 혹은 인간 일반의 특정한 삶의 방식” 즉, 문화(Kultur)를 가리키는 경우
3. 셋째, “지적 활동, 특히 예술 활동의 결과물과 행위” 즉, 교양의 ‘결과물’을 가리키는 경우로 나눌 수 있다.[9]

### 독일 낭만주의의 영향
낭만주의 이론을 개척한 사람은 슐레겔 형제, 특히 아우인 프리드리히였다. 

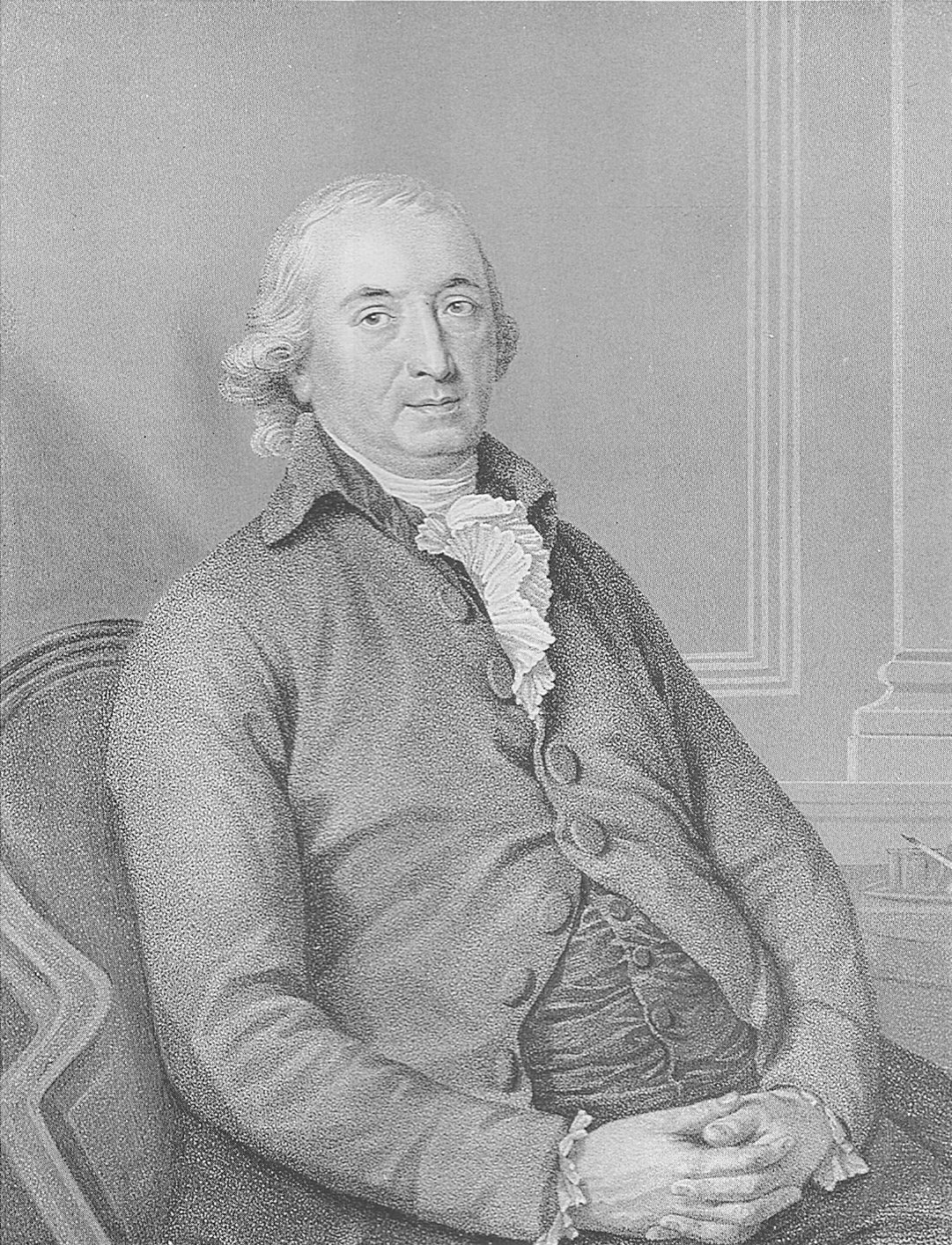
요한 고트프리트 헤르더는 국가적 컬처를 부르짖었다.

이마누엘 칸트는 "개화(enlightenment)란 인간이 스스로 갖혀있던 미성숙 상태에서 탈출하는 것이다."라고 정의했는데 이것은 독일어 빌둥과 유사한 것이다. 그는 이 미성숙이 이해부족에서 나오는 것이 아니라 스스로 생각할줄 아는 용기의 부족에서 나오는 것이라 설파했다. 그는 이 지적 비겁함에 맞서서 "현명함에 도전하라"(Sapere aude)고 말한다.
칸트의 주장에 대한 반향으로 요한 고트프리트 헤르더는 인간의 창조성은 이성만큼 중요하다고 했다. 더 나아가 그는 빌둥의 집합적인 형태를 제안했다. "헤르더에게 빌둥은 정체성에 밀착되는 경험의 총체였고 인간이 숙명적으로 공유해야하는 것이었다."

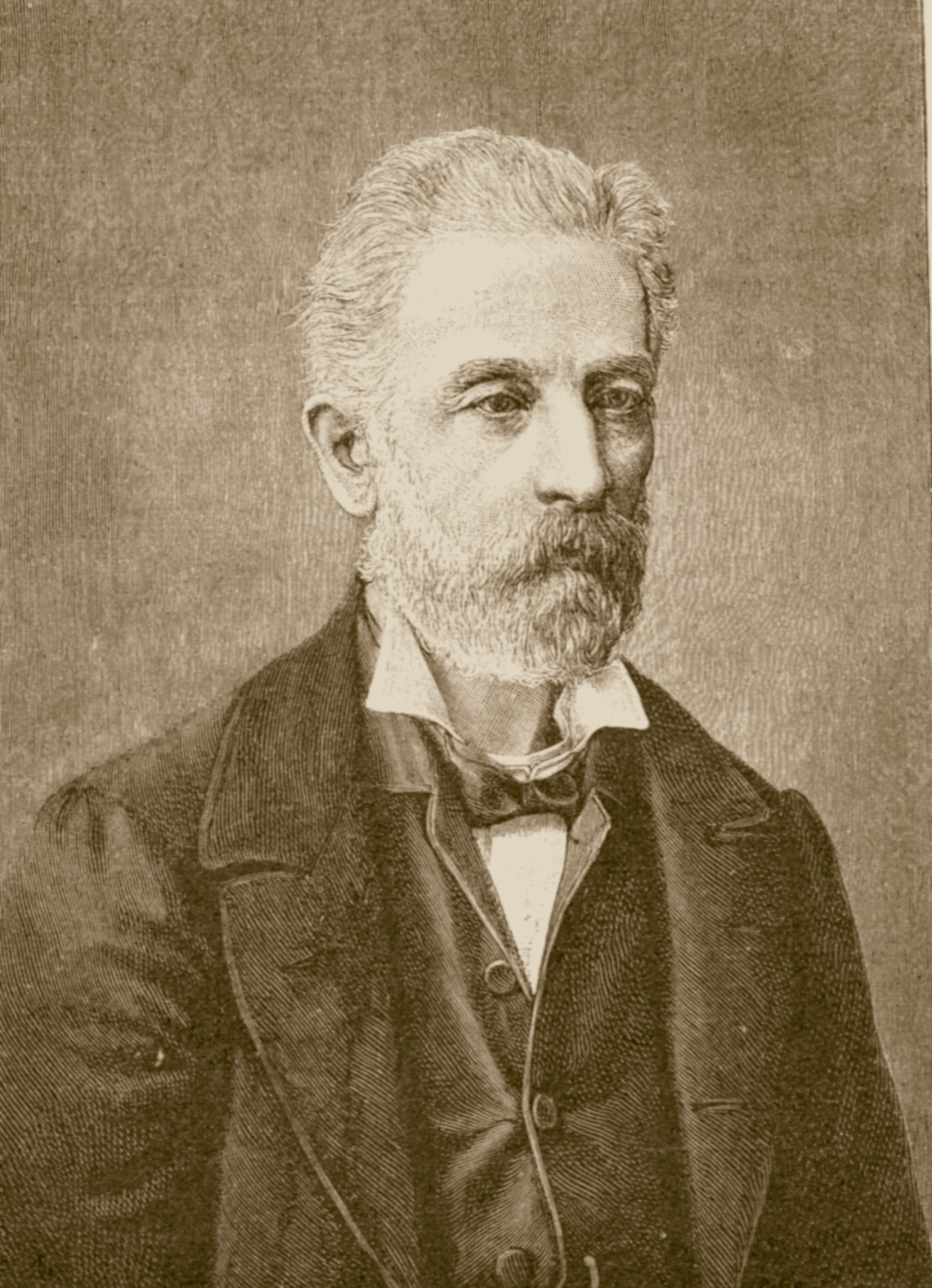
아돌프 바스티안은 보편문화로서의 컬처 개념을 발전시켰다.

프러시아의 언어학, 철학자 빌헬름 폰 훔볼트는 칸트와 헤르더의 관심사를 종합해낸다. 독일의 수많은 공국들을 포괄하는 독일을 만들어내려던, 내셔널리즘에 관심이 있던 낭만주의 시대 학자들, 그리고 오스트리아-헝가리 제국에 대항한 소수민족들의 투쟁에 동참한 민족주의자들은 세계관이라는 개념을 컬처에 포함했다. 이쪽 학파에 따르면 민족은 세계관으로 구분되며, 그들에게 한가지 잣대를 들이대어 해석하거나 평가할 수 없다. 이전에 비해 좀 더 포괄적인 관점임에도 불구하고 여전히 컬처는 문명/원시/부족적인 것 등으로 표현되곤 했다.
아돌프 바스티안은 "인류의 정신적 통합체"라고 제안했다. 그는 모든 인간사회를 과학적으로 비교해보면 다른 세계관들은 공통요소들로 구성되어있다고 한다. 그는 모든 사회는 '기본 생각'(Elementargedanken)의 집합을 공유하며 다른 '민족적 생각'(Völkergedanken)은 기본 생각의 지역적 특성일 뿐이라는 것이다.
이런 관점은 컬처의 현대적 이해를 도왔다. 프란츠 보아스는 이런 지적 전통을 지닌 채로 독일을 떠나 미국으로 이주했다.

### 영국 낭만주의

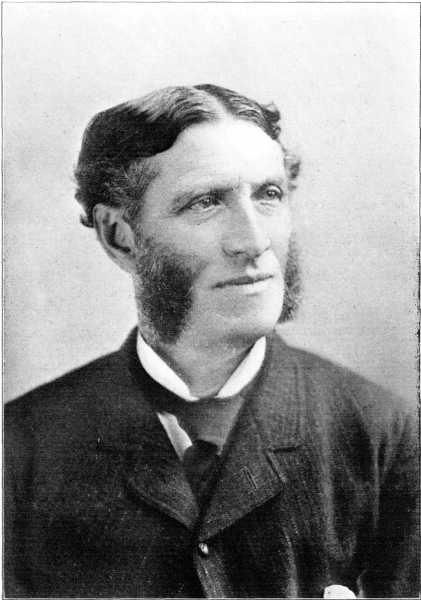
영국의 시인이자 비평가 매슈 아널드는 컬처를 인간 이상을 경작하는 것으로 보았다

매슈 아널드같은 영국의 인문주의자들은 컬처를 사람 각각이 만들어낸 정수의 이상적 형태를 부른다고 보았다. 이것은 독일의 빌둥과 비교된다. "컬처는 우리와 관계있는 모든 것들을 알고싶어하는 총체적 완벽의 추구이다. 우리 세계에서 생각하고 언급해온 최고의 것이다."
영국에서는 문화 수준이 워낙 뒤떨어져 있던 관계로 로마의 권위에서 쉽게 벗어날 수가 없었지만, Celt와 Norse의 신화 · 전설 등을 소재로 한 문학이 차차 나오게 되었고, 또한 종교 개혁 후에는 성서의 영향도 짙게 나타나게 되었다.
실제로 컬처는 미술, 서양 고전 음악, 상류층 음식문화 등과 관계있는 엘리트적 이상을 부르곤 했다. 이것을 도시생활에 연결해보면 컬처는 문명화, 근대화의 다른 이름이기도 하다. 낭만주의 운동의 다른 측면은 비엘리트적 컬처인 민속에 대한 관심이다. 이런 구분은 곧 지배적 사회 집단의 고급 문화와 저급 문화라는 이분법을 낳았다. 즉 컬처라는 관념은 18, 19세기 유럽의 불평등 속에서 발전한 것이다.

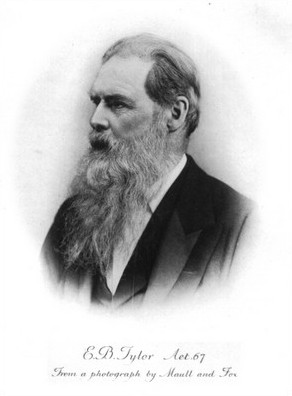
영국 인류학자 에드워드 버넷 타일러는 컬처를 포괄적인 의미의 학술용어로 사용한 첫번째 영어권 학자 중 하나이다.

매튜 아놀드가 컬처를 무정부 상태와 대비한 것에 비해 토머스 홉스와 장자크 루소를 추종하는 다른 학자들은 컬처를 자연상태와 대비했다. 홉스와 루소는 유럽에 정복당한 아메리카 원주민들은 자연상태에 놓여있었다. 문명화와 미개상태가 선명히 대비되는 것이다. 이런 구분법에 따르면 어떤 나라는 다른 나라들에 비해 더 문명화되어있다. 허버트 스펜서의 사회진화론과 루이스 헨리 모건의 문화진화론은 이런 관점에서 구분된다. 이런 관점은 사회를 상류와 하류로 구분하고 유럽의 문명과 그 밖의 야만을 구분하고, 식민지의 사람들도 문명화된 사람과 야만의 상태에 있는 사람을 구분하게 만든다.
루소를 추종하는 다른 19세기 비평가들은 이러한 이분법을 받아들이긴 했지만 그들은 상류문화가 인간 본성을 왜곡하고 모호하게 만드는, 자연스럽지 못하고 타락한 것이라는 관점을 가지기도 했다. 그들은 민요를 자연스러운 삶의 정직한 표현이라고 보았고 클래식은 겉치레와 퇴폐적인 것으로 생각했다. 마찬가지로 원주민들을 "고귀한 야만인"으로 격상했으며 서구 자본주의에 오염되지 않은 삶을 오롯하게 살아내는 사람으로 보았다.
인류학자 에드워드 버넷 타일러는 고급/저급 문화의 구분을 종교진화론에 적용한다. 그에 따르면 종교는 다신교에서 일신교로 진화한다. 그는 컬처를 인간사회를 특징짓는 행동들의 발산이라는 형태로 다시 다듬는다. 이런 관점은 컬처를 현대적으로 이해하도록 도왔다.

## 같이 보기
- 인류학
- 문화연구
- 문화적 정체성